# Pravila lubvi
Pravila lubvi (Rules Of Love), ett musikalbum av Angelica Agurbash, släppt 2005.

## Låtlista
1. Ya, Valentinka (I am a Valentine’s card)
2. Posle menja (After Me)
3. Bolshe lubvi (More Love)
4. Pravila Lubvi (Rules Of Love)
5. Ya zamerzayu (I Am Freezing)
6. Ya hochu tebja zabit’ (I Want To Forget You)
7. Tuda, gde lub’at (Where They Love)
8. Ti odin u menja (You Are The Only One)
9. V gorode osen’ (Autmn In The City)
10. Ti - eto more! (You Are The Sea)
11. Pozovi (Call Me)
12. Ya budu zvat (I Will Be Calling You)